# IC 3253
IC 3253 est une vaste galaxie spirale située dans la constellation du Centaure. Sa vitesse par rapport au fond diffus cosmologique est de 3 017 ± 23 km/s, ce qui correspond à une distance de Hubble de 44,5 ± 3,1 Mpc (∼145 millions d'al). Elle a été découverte par l'astronome américain DeLisle Stewart en 1901.
La classe de luminosité d'IC 3253 est III et elle présente une large raie HI. Elle renferme également des régions d'hydrogène ionisé.
À ce jour, près d'une dizaine de mesures non basées sur le décalage vers le rouge (redshift) donnent une distance de 46,164 ± 20,263 Mpc (∼151 millions d'al), ce qui est à l'intérieur des valeurs de la distance de Hubble.

## Groupe de ESO 380-6
Selon A.M. Garcia, la galaxie IC 3253 fait partie d'un groupe de galaxies qui compte au moins 7 membres, le groupe d'ESO 380-6. Les autres membres du groupe sont NGC 4304, ESO 380-1, ESO380-6, ESO 380-25, ESO-19 et ESO 379-35.